# Attaque de Bamba (2020)
Pour les articles homonymes, voir Attaque de Bamba.
Guerre du Mali
Batailles
L'attaque de Bamba a lieu le 6 avril 2020 lors de la guerre du Mali.

## Déroulement
Le matin du 6 avril 2020, les djihadistes attaquent le camp militaire de Bamba au Mali, dans le cercle de Bourem,. Les assaillants arrivent avec des véhicules et des motos et s'en prennent aux militaires maliens retranchés dans une ancienne auberge convertie en camp militaire. Les djihadistes détruisent ou raflent du matériel militaire, puis se retirent,. 
L'attaque est revendiquée le 10 avril par le Groupe de soutien à l'islam et aux musulmans.

## Pertes
Le jour même de l'attaque, des élus locaux font état après de l'AFP d'au moins une vingtaine de morts dans les rangs de l'armée malienne,. Aucun civil n'a été tué. Le lendemain, le gouvernement malien annonce que l'attaque a fait 25 morts et six blessés du côté de l'armée et affirme qu'une dizaine d'assaillants ont été « neutralisés ». Dans son communiqué de revendication, le Groupe de soutien à l'islam et aux musulmans déclare pour sa part avoir « éliminé » environ 30 soldats. Dans son rapport du 2 juin 2020, la MINUSMA fait quant à elle état de 25 tués et 12 blessés pour les militaires maliens
Le chef djihadiste Abou Yehyia al-Djaizari, le successeur de Djamel Okacha, est grièvement blessé et succombe vers fin avril 2020,.